# Opération Chronicle
Théâtre du Pacifique Sud-Ouest de la Seconde Guerre mondiale
Batailles
- Rabaul
- 1re Salamaua-Lae
- Mer de Corail
- Piste Kokoda
- Baie de Milne
- Goodenough
- Buna-Gona-Sanananda
- Lilliput
- Merauke

- Wau
- Mer de Bismarck
- I-Go
- 2e Salamaua-Lae
- Chronicle
- Monts Finisterre
- Bougainville
- Bombardement de Wewak
- Péninsule de Huon
- Nouvelle-Bretagne
- Bombardement de Rabaul

- Neutralisation de Rabaul
- Îles de l'Amirauté
- Emirau
- Take Ichi
- Nouvelle-Guinée occidentale

L'opération Chronicle désigne l'invasion alliée des îles Woodlark et Kiriwina, dans le Pacifique Sud-Ouest, pendant la Seconde Guerre mondiale. 
L'opération était une action subordonnée qui faisait partie de l'opération plus large Cartwheel, l'avance vers Rabaul. L'un des premiers noms de planification de cette opération était l'opération Coronet. Les actions préliminaires ont commencé les 23 et 24 juin 1943 lorsque de petites équipes de reconnaissance ont été débarquées sur les deux îles. L'opération principale a été exécutée sans opposition le 30 juin 1943. Environ 16 800 personnes y ont participé, réparties en deux forces. L'armée des États-Unis a fourni la majorité des troupes au sol, qui étaient appuyées par un bataillon de défense du Corps des Marines des États-Unis ainsi que par des avions et des navires de guerre américains et australiens.
Les deux îles ont ensuite été développées par des bataillons de construction navale américains et des ingénieurs qui ont construit des aérodromes et des bases de PT Boat. Les avions de l'armée de l'air des États-Unis sont débarqués sur Woodlark à la mi-juillet, tandis que les avions de la Royal Australian Air Force ont commencé leurs opérations depuis Kiriwina en août. En fin de compte, cependant, les îles n'ont joué qu'un rôle limité dans l'offensive alliée contre Rabaul alors que l'avancée alliée poussait plus à l'ouest.